# Mark Killilea senior

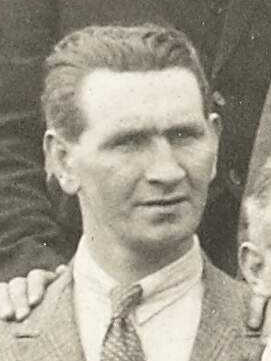
Mark Killilea senior (1927)

Mark Killilea (senior) (* 15. Januar 1897 in Cloonabricka, County Galway; † 29. September 1970 in County Galway) war ein irischer Politiker der Fianna Fáil. Er war von 1927 bis 1932 sowie erneut von 1933 bis 1961 Abgeordneter (Teachta Dála) des Dáil Éireann, des Unterhauses des Parlaments (Oireachtas), und von 1961 bis 1969 Mitglied des Seanad Éireann, des Oberhauses. 

## Leben
Mark Killilea war als Landwirt und Ladenbesitzer tätig. 1917 trat er den Irish Volunteers bei und kämpfte bei der IRA im irischen Unabhängigkeitskrieg und als Gegner des Anglo-Irischen Vertrages auch im irischen Bürgerkrieg. Er war eines der Gründungsmitglieder der Fianna Fáil 1926. Bei den Wahlen im Juni 1927 wurde er auf Anhieb im Wahlkreis Galway in den Dáil gewählt. Bei den Wahlen im September 1927 konnte er den Sitz noch verteidigen, verlor ihn jedoch bei den Wahlen 1932. Er konnte ihn dann aber 1933 zurückgewinnen. Bei den Wahlen 1937 trat er im neu zugeschnittenen Wahlkreis Galway East an und verteidigte diesen in den folgenden Jahren. Er war auch ab den Wahlen 1948 erfolgreich. Erst bei den Wahlen 1961 verlor er seinen Sitz und trat dann nicht mehr an.
Er wurde dann aber über die Arbeitsliste in den Seanad Éireann gewählt und konnte den Sitz einmal verteidigen. 1969 verzichtete er auf eine Wiederwahl und ebnete so seinem Sohn Mark Killilea junior den Weg in die Politik.